# 2014 w Wojsku Polskim
Kalendarium Wojska Polskiego 2014 – wydarzenia w Wojsku Polskim w roku 2014.

## Styczeń
1 stycznia
- Weszła w życie ustawa z dnia 21 czerwca 2013 roku o zmianie ustawy o urzędzie Ministra Obrony Narodowej oraz niektórych innych ustaw[1], na mocy której:

zostało sformowane Dowództwo Generalne Rodzajów Sił Zbrojnych i Dowództwo Operacyjne Rodzajów Sił Zbrojnych,
część Sił Zbrojnych RP podporządkowana dotychczas Dowódcy Operacyjnemu Sił Zbrojnych stała się częścią Sił Zbrojnych RP podporządkowaną Dowódcy Operacyjnemu Rodzajów Sił Zbrojnych,
Inspektorat Wsparcia Sił Zbrojnych podporządkowano Dowódcy Generalnemu Rodzajów Sił Zbrojnych,
Szef Sztabu Generalnego Wojska Polskiego stał się organem pomocniczym Ministra Obrony Narodowej w kierowaniu działalnością Sił Zbrojnych w czasie pokoju.
- Weszła w życie część przepisów ustawy z dnia 11 października 2013 roku o zmianie ustawy o służbie wojskowej żołnierzy zawodowych oraz niektórych innych ustaw[2], na mocy której:

korpus podoficerów zawodowych Sił Zbrojnych RP został podzielony na podoficerów młodszych, podoficerów i podoficerów starszych,
stopniami wojskowymi podoficerów młodszych są stopnie: kaprala, starszego kaprala i plutonowego, a w Marynarce Wojennej – mata, starszego mata i bosmanmata,
stopniami wojskowymi podoficerów są stopnie: sierżanta, starszego sierżanta i młodszego chorążego, a w Marynarce Wojennej – bosmana, starszego bosmana i młodszego chorążego marynarki,
stopniami wojskowymi podoficerów starszych są stopnie: chorążego, starszego chorążego i starszego chorążego sztabowego, a w Marynarce Wojennej – chorążego marynarki, starszego chorążego marynarki i starszego chorążego sztabowego marynarki,
Minister Obrony Narodowej będzie corocznie określał limit awansowy, w ramach którego możliwa będzie zmiana zaszeregowania do kolejnych wyższych stopni wojskowych; limit awansowany będzie opracowywany przez Departament Kadr w porozumieniu z Departamentem Budżetowym, a następnie publikowany w Dzienniku Urzędowym, w formie decyzji Ministra Obrony Narodowej,
zostały zniesione stopnie wojskowe: starszego plutonowego (starszego bosmanmata), sierżanta sztabowego (bosmana sztabowego) i starszego sierżanta sztabowego (starszego bosmana sztabowego) oraz młodszego chorążego sztabowego (młodszego chorążego sztabowego marynarki) i chorążego sztabowego (chorążego sztabowego marynarki).
podoficerowie zawodowi, żołnierze rezerwy oraz osoby niepodlegające obowiązkowi służby wojskowej zostają mianowani z dniem 1 stycznia 2014 roku odpowiednio:
posiadający stopnie wojskowe starszego plutonowego (starszego bosmanmata) – na stopień sierżanta (bosmana),
posiadający stopnie wojskowe sierżanta sztabowego (bosmana sztabowego) i starszego sierżanta sztabowego (starszego bosmana sztabowego) – na stopień młodszego chorążego (młodszego chorążego marynarki),
posiadający stopnie wojskowe młodszego chorążego sztabowego (młodszego chorążego sztabowego marynarki) i chorążego sztabowego (chorążego sztabowego marynarki) – na stopień starszego chorążego sztabowego (starszego chorążego sztabowego marynarki),
z dniem 1 stycznia 2014 roku mianowanych zostanie 3203 podoficerów zawodowych, którzy posiadali zachowane stopnie wojskowe.
- Utraciły moc:

zarządzenie Nr 107/MON Ministra Obrony Narodowej z dnia 25 października 1993 roku w sprawie sposobu obchodzenia w Siłach Zbrojnych Rzeczypospolitej Polskiej Święta Wojska Polskiego (Dziennik Rozkazów MON, poz. 76),
zarządzenie Nr 52/MON Ministra Obrony Narodowej z dnia 20 listopada 1995 roku w sprawie ustanowienia świąt wojskowych oraz sposobu ich obchodzenia w Siłach Zbrojnych Rzeczypospolitej Polskiej (Dziennik Rozkazów MON, poz. 197 z późn. zm.).
7 stycznia
- Prezes Rady Ministrów Donald Tusk powołał Macieja Jankowskiego na urząd podsekretarza stanu w Ministerstwie Obrony Narodowej. Maciej Jankowski będzie odpowiadać za funkcjonowanie Departamentu Spraw Socjalnych, Departamentu Wychowania i Promocji Obronności oraz Biura Skarg i Wniosków, a także bieżący nadzór nad Wojskową Agencją Mieszkaniową i koordynowanie współpracy resortu z parlamentem[4].

10 stycznia
- Prezes Rady Ministrów Donald Tusk, na wniosek ministra obrony narodowej, powołał pułkownika Piotra Pytla na stanowisko szefa Służby Kontrwywiadu Wojskowego[5]

14 stycznia
- weszła w życie decyzja Nr 445/MON Ministra Obrony Narodowej z dnia 30 grudnia 2013 roku w sprawie wprowadzenia do użytku Regulaminu Ogólnego Sił Zbrojnych Rzeczypospolitej Polskiej[6] → regulaminy wojskowe

16 stycznia
- Minister Obrony Narodowej dla podkreślenia więzi łączących żołnierzy 9 Brygady Kawalerii Pancernej im. Króla Stefana Batorego ze społecznością Braniewa nadał jej nazwę wyróżniającą „Braniewska”[7].

30 stycznia
- w Warszawie, w wieku 100 lat, zmarł generał brygady Stefan Bałuk, kanclerz Kapituły Orderu Wojennego Virtuti Militari.

## Luty
3 lutego
- Minister Obrony Narodowej pożegnał oficerów kończących zawodową służbę wojskową:

generała Mieczysława Bieńka ur. 1951, zastępcę dowódcy strategicznego NATO ds. transformacji,
generała broni Zbigniewa Głowienkę, ur. 1951, dowódcę Wojsk Lądowych,
kontradmirała Stanisława Kanię ur. 1954, szefa Szkolenia Marynarki Wojennej,
komandora Jerzego Niemca, dyrektora Departamentu Wojskowych Spraw Zagranicznych.

## Marzec
4 marca
- weszły w życie decyzje Ministra Obrony Narodowej z dnia 12 lutego 2014 roku:

Nr 43/MON w sprawie przejęcia dziedzictwa tradycji przez pododdziały 5 Lubuskiego Pułku Artylerii:
Dywizjon Dowodzenia – 1 Dywizjonu Pomiarów Artylerii (1927–1939),
1 Dywizjon Artylerii Samobieżnej – 1 Pułku Artylerii Polowej (Lekkiej) Legionów (1914–1939),
2 Dywizjon Artylerii Samobieżnej – 9 Pułku Artylerii Ciężkiej (1919–1939),
3 Dywizjon Artylerii Rakietowej – 3 Pułku Artylerii Ciężkiej (1918–1939),
4 Dywizjon Artylerii Rakietowej – 18 Pułku Artylerii Lekkiej (1919–1939),
Batalion Logistyczny – 22 Kompanii Zaopatrzenia Artylerii 2 Grupy Armii II Korpusu (1943–1945);
Nr 45/MON w sprawie wprowadzenia odznaki pamiątkowej 105 Szpitala Wojskowego z Przychodnią Samodzielnego Publicznego Zakładu Opieki Zdrowotnej;
Nr 50/MON w sprawie przejęcia dziedzictwa tradycji przez Jednostkę Wojskową Komandosów;
Nr 51/MON w sprawie nadania Jednostce Wojskowej Formoza imienia patrona generała broni Włodzimierza Potasińskiego.

## Kwiecień
28 kwietnia
- Wprowadzono oznakę rozpoznawczą 3. Wrocławskiej Brygady Radiotechnicznej[12].

## Maj
14 maja
- w dowództwie Wielonarodowego Korpusu Północ-wschód w Szczecinie przebywał duński książę Fryderyk i księżniczka Małgorzata[13]

20 maja
- 1 Batalion Zmechanizowany 15 Giżyckiej Brygady Zmechanizowanej im. Zawiszy Czarnego przejął dziedzictwo tradycji 3 Pułku Szwoleżerów Mazowieckich im. pułkownika Jana Kozietulskiego i otrzymał nazwę wyróżniającą „Szwoleżerów Mazowieckich”[14].

## Lipiec
30 lipca
- Prezydent RP Bronisław Komorowski mianował:

na stopień generała:
szefa Sztabu Generalnego WP, generała broni Mieczysława Gocuła,
na stopień generała broni:
dowódcę 2 Korpusu Zmechanizowanego – dowódcę Komponentu, generała dywizji Janusza Adamczaka,
na stopień generała dywizji:
dowódcę 12 Dywizji Zmechanizowanej, generała brygady Marka Janusza Mecherzyńskiego,
dowódcę 11 Dywizji Kawalerii Pancernej, generała brygady Jarosława Mikę,
inspektora Wojsk Specjalnych, generała brygady Piotra Adama Patalonga,
na stopień generała brygady:
dowódcę 3 Skrzydła Lotnictwa Transportowego, pułkownika pilota Mirosława Janusza Jemielniaka ur. 1964,
dowódcę 21 Brygady Strzelców Podhalańskich, pułkownika Wojciecha Marka Kucharskiego ur. 1960,
dowódcę 2 Brygady Zmechanizowanej Legionów, pułkownika Andrzeja Jana Kuśnierka ur. 1958,
dowódcę 3 Brygady Radiotechnicznej, pułkownika Wojciecha Lewickiego ur. 1960,
dowódcę 2 Skrzydła Lotnictwa Taktycznego, pułkownika pilota Dariusza Roberta Malinowskiego ur. 1966,
szefa Centrum Operacyjnego MON, pułkownika Piotra Pawła Nideckiego ur. 1969,
zastępcę dowódcy Centrum Operacji Powietrznych – Dowództwa Komponentu Powietrznego, pułkownika pilota Sławomira Żakowskiego ur. 1963,
na stopień kontradmirała:
dowódcę 3 Flotylli Okrętów, komandora Mirosława Mordela ur. 1960.
Wymienieni oficerowie odebrali nominacje z rąk Prezydenta RP w dniu 15 sierpnia, w Warszawie, w czasie centralnych obchodów Święta Wojska Polskiego. Średnia wieku siedmiu mianowanych generałów brygady i kontradmirała wynosi 51,5 lat. Zaskakuje, że wśród nowo mianowanych nie ma absolwenta Wyższej Szkoły Oficerskiej Wojsk Zmechanizowanych we Wrocławiu.

## Grudzień
9 grudnia
- Batalion Dowodzenia Marynarki Wojennej w Wejherowie przejął dziedzictwo tradycji i sztandar przeformowanego Centrum Wsparcia Teleinformatycznego i Dowodzenia Marynarki Wojennej oraz przyjął imię pułkownika Kazimierza Pruszkowskiego[15].